# Reichsbahn SG Posen
Die Reichsbahn Sportgemeinschaft Posen (auch RSG Posen genannt) war während des Zweiten Weltkriegs ein kurzlebiger deutscher Sportverein mit Sitz in der Stadt Posen im besetzten Polen.

## Geschichte
Zur Saison 1941/42 nahm die RSG das erste Mal an der Gauliga Wartheland teil. Dort wurde der Verein in die Staffel 1 eingruppiert und erreichte dort am Ende der Saison den vierten Platz. Am Ende der Saison zog sich die Mannschaft jedoch zurück und nahm damit freiwillig den Abstieg in Kauf. Durch den Rückzug stieg die Mannschaft auf dem fünften Platz, die Post SG Posen darum nicht mehr ab. Am 9. Mai 1943 trat der Verein in der Qualifikation zum Tschammerpokal 1943 zuhause gegen die BSG DWM Posen an und verlor das Spiel mit 1:6. Zur Saison 1943/44 stieg der Verein wieder in die erste Liga auf und sicherte sich am Ende mit 11:19 Punkten den sechsten Platz. Zur nächsten Saison konnte dann kein Spielbetrieb mehr aufgenommen werden. Spätestens nach dem Ende des Krieges und der Rückeroberung des Wartheland durch die Rote Armee wurde der Verein dann aufgelöst.